# Joc d'armes
Joc d'armes (títol original en anglès: War Dogs) és una pel·lícula biogràfica, d'humor negre i policíaca de 2016 dirigida i coescrita per Todd Phillips i protagonitzada per Miles Teller, Jonah Hill, Ana de Armas i Bradley Cooper. Està basada en un article a la revista Rolling Stone de Guy Lawson qui després escrigué el llibre Arms and the Dudes on s'explica en detall tota la història. La pel·lícula va ser doblada i subtitulada al català.

## Argument
David Packouz (Miles Teller) és un jove terapeuta que fa massatges als propietaris de les cases riques de Miami, Florida. Quan es troba amb el seu millor amic de la infància Efraim Diveroli (Jonah Hill), entaulen una llarga i amistosa conversa i arran que David necessita un xec, ja que necessiten els diners per ajudar en l'embaràs de la seva xicota (Ana de Armas), Efraim li ofereix un lloc en el comerç de la venda d'armes de guerra. Ràpidament, enfilen posicions en el mercat armamentístic i incorporen un gran contracte per oferir armes a soldats americans a Bagdad. Malgrat i pujar en el negoci, la fortuna es girarà contra seu amb forma de traïcions, poder i guerra.

## Repartiment
- Jonah Hill és Efraim Diveroli.[10]
- Miles Teller és David Packouz.[11]
- Ana de Armas és Iz.[12]
- Bradley Cooper és Henry Girard.[13]
- Kevin Pollak és Ralph Slutzky.
- Patrick St. Esprit és el capità Phillip Santos.
- Shaun Toub és Marlboro.
- JB Blanc és Bashkim.[14]
- Gabriel Spahiu: Enver.
- Barry Livingston: Army Bureaucrat.
- Eddie Jemison: administrador de la casa Hilldale.
- David Packouz: cantant a la casa Hilldale.